# Ari de Oliveira
Ari de Oliveira (Duque de Caxias-RJ, em 26 de julho de 1932 -  Rio de Janeiro, Dezembro de 1977), mais conhecido simplesmente por Ari, foi um futebolista brasileiro que atuava como goleiro.
Foi campeão campeão do Campeonato Carioca de 1960 vestindo as cores do America. Além do America, Ari defendeu o Flamengo e o Bonsucesso, além de ter sido convocado para a Seleção Carioca de Futebol.

## Carreira
Ari iniciou sua carreira de desportista no futebol amador, defendendo uma agremiação chamada “Onze Cabuloso”. Em 1950, chamou a atenção do Bonsucesso Futebol Clube (RJ), que o contratou.
Em 1955, foi contratado pelo Clube de Regatas do Flamengo por indicação do comentarista Giampaoli Pereira. Pelo clube, fez parte do elenco campeão carioca em 1955 No total, defendeu a camisa do clube em 90 jogos
Em 1958, foi emprestado pelo clube da Gávea ao America, que o contrataria em definitivo no ano seguinte. Pelo clube viveu o auge de sua carreira ajudando a equipe a conquistar o Campeonato Carioca de Futebol de 1960. Ficou até 1966, quando decidiu se aposentar dos gramados. 
Trabalhou posteriormente como funcionário público do INSS até 1977, ano em que faleceu de derrame cerebral.

## Conquistas
Flamengo
- Campeonato Carioca de Futebol de Segundos Quadros: 1955[5], 1956[5]
- Campeonato Carioca: 1955[5]
- Torneio Internacional do Rio de Janeiro: 1955
- Troféu Marechal Eurico Gaspar Dutra: 1955
- Troféu Dr. Alves de Morais: 1956
- Troféu Allmänna Idrotts Klubben: 1957

América-RJ
- Campeonato Carioca: 1960[1]